# Полярный (аэропорт)
Поля́рный (ИАТА: PYJ, ИКАО: UERP) — аэропорт города Удачного в Якутии. Расположен в 9 км от города. Первый вылет пассажирского рейса самолёта Ил-14 был выполнен 15 июля 1975 года. Эта дата считается основанием аэропорта.
Обеспечивает ряд региональных рейсов, а также внутренние прямые рейсы в Красноярск, Иркутск, Новосибирск  и Москву. Является запасным аэродромом на трансконтинентальных маршрутах из Северной Америки в Азию, выполняемых в соответствии с международным стандартом ETOPS.
В экстренных ситуациях аэропорт может принять Airbus A300, Airbus A310, Airbus A330, Boeing 757, Boeing 767, Boeing 777. Также взлётная полоса в 1990 году принимала самый крупный самолёт — Ан-225. Аэродром оборудован системой светосигнального оборудования ОВИ (огни высокой интенсивности).

## Принимаемые типыВС
Ан-148, Ан-124, Ан-74, Ан-72, Ил-76, Ту-204, Ту-154, Ту-134, Boeing 757, Boeing 737NG, Bombardier Q Series, ATR 42 и все более лёгкие. Вертолёты всех типов. Классификационное число ВПП (PCN) 25/R/A/W/T.

## Показатели деятельности
| год             | 2014 | 2015 | 2016 | 2017 | 2018 | 2019 | 2020 | 2021 |
| тыс. пассажиров | 53,6 | 50,3 | 58,5 | 58,2 | 61,9 | 68,9 | 53,9 | 69,1 |
| Источники:      |      |      |      |      |      |      |      |      |

## Происшествия
7 сентября 2010 года самолёт Ту-154М авиакомпании «Алроса» выполнял пассажирский рейс ЯМ514 по маршруту Полярный — Домодедово, но через 3,5 часа после взлёта на его борту произошла полная потеря электропитания, которая привела к отключению бортовых навигационных систем. Экипаж произвёл вынужденную посадку лайнера (визуально) в бывшем аэропорту Ижма (Республика Коми) на давно выведенную из эксплуатации и непригодную для самолётов этого типа взлётную полосу, не имевшую светосигнального оборудования и приводных радиостанций. После посадки при пробеге самолёт выкатился за пределы ВПП на 164 метра и въехал в лес. На борту самолёта находился 81 человек (9 членов экипажа и 72 пассажира), никто из них не пострадал.